# Leslie O'Neal
Leslie Claudis O'Neal (Little Rock, 7 maggio 1964) è un ex giocatore di football americano statunitense che ha giocato nel ruolo di defensive end nella National Football League. Fu scelto come ottavo assoluto nel Draft NFL 1986 dai San Diego Chargers. Al college ha giocato a football alla Oklahoma State University.

## Carriera professionistica
O'Neal fu scelto dai San Diego Chargers come ottavo assoluto nel Draft 1986. Nella sua prima stagione mise a segno 12,5 sack, venendo premiato come Rookie difensivo dell'anno. In carriera fu convocato per sei Pro Bowl, incluso quello della stagione 1992 in cui fece registrare un massimo personale di 17 sack. Nel 1994 raggiunse con i Chargers il primo e unico Super Bowl della storia della franchigia, perdendo contro i San Francisco 49ers. Nel 1996 passò ai St. Louis Rams e nel 1998 ai Kansas City Chiefs, dove trascorse le ultime due stagioni della carriera. O'Neal fece registrare almeno 10 sack in otto diverse stagioni in carriera e i suoi 132,5 totali lo pongono al decimo posto nella classifica di tutti i tempi.

## Palmarès

### Franchigia
- AFC Championship: 1

San Diego Chargers: 1994

### Individuale
- Convocazioni al Pro Bowl: 6

1989, 1990, 1992, 1993, 1994, 1995
- Second-team All-Pro: 3

1990, 1992, 1994
- Rookie difensivo dell'anno - 1986
- PFWA All-Rookie Team - 1986
- Club dei 100 sack
- Formazione ideale del 40º anniversario dei San Diego Chargers
- Formazione ideale del 50º anniversario dei San Diego Chargers

## Statistiche
| Sack       | 132,5 |
| Intercetti | 3     |